# Jaume Ensenyat i Julià
Jaume Ensenyat i Julià (Sóller, Mallorca, 1932 - Palma, 2015) és un empresari, polític i investigador mallorquí.
Ensenyat es llicencià en dret per la Universitat de Barcelona (UB) i es diplomà en Llengua Francesa per la Universitat d'Estrasburg (1951). Participà activament en la vida política balear durant els anys vuitanta en diverses opcions de centredreta. Fou un dels pioners de la Democràcia Cristiana a les Balears i l'any 1977 fou un dels fundadors de la Unió Democràtica de les Illes Balears, i candidat al Parlament Europeu del Partit Demòcrata Popular (PDP). Com a promotor cultural, fou un entusiasta defensor de la llengua i cultura catalanes i fundà el Casal de Cultura Museu de Sóller (1958). Com a investigador, publicà diversos estudis sobre turisme i emigració dels mallorquins a Puerto Rico, destacant Mallorquins a Puerto Rico (1992). S'encarregà de l'edició de 1990 del Atlas del curso metódico de arquitectura naval de Don Juan Monjo, publicat el 1856, on es recreen diversos projectes de construcció d’embarcacions tradicionals. Col·laborà en el setmanari Sóller.
Entre les nombroses distincions que rebé destaquen el doctorat honoris causa pel Dowling College de Long Island (Nova York) i el Premi Ramon Llull del 2014 atorgat pel Govern de les Illes Balears. També fou guardonat amb la Medalla d'Argent al Mèrit Turístic i la Creu del Mèrit Naval de primera classe amb distintiu blanc concedida pel Rei Joan Carles I.